# Circo romano de Valencia
El circo romano de Valencia es un hipódromo popularizado en la antigüedad, sobre todo bajo los imperios romanos de Oriente y Occidente. Dentro del circo se celebraban carreras de doce cuadrigas divididas en cuatro equipos. Se estima que data del siglo II d. C.. y se encontraron restos del circo durante unas excavaciones arqueológicas en la década de 1990.

## Historia

### Contexto histórico
El circo romano de Valencia es un yacimiento arqueológico que se encuentra en el subsuelo del casco antiguo de Valencia. Se trata de una circo datado en la primera mitad del siglo II d. C. y está situado en la parte oriental del centro histórico, a una profundidad de entre 4,5 y 7,7 metros. La instalación del circo en las afueras de Valencia se explica por su aparición durante el avanzado periodo de romanización de la ciudad, y no estaba previsto originalmente en el tejido urbano. Sin embargo, teorías recientes demuestran que pudo estar planificado desde el principio, ya que el Decumanus Maximus llegaba hasta el límite más septentrional del circo y servía como principal vía de acceso entre el Foro y el Circo. El Circo fue abandonado a finales del siglo V d. C. y se convirtió en una zona agrícola y residencial. También se utilizó como fortificación durante el periodo islámico, en el siglo XI, y como cantera de piedra.

### Contexto del descubrimiento
En el siglo II a. C., los romanos lucharon contra los cartagineses por el control del Mediterráneo occidental. Tras derrotarlos, la conquista de la península ibérica por los romanos se completó en el siglo I a. C. y la presencia romana se prolongó durante siete siglos. La ciudad de Valentia Edetanorum fue fundada en el año 138 a. C. por el cónsul romano Décimo Junio Bruto. Los romanos erigieron monumentos idénticos a los de Roma en las colonias hispanas.
El descubrimiento del circo de Valencia en la década de 1990 se califica de sorprendente, por la falta de datos históricos y epigráficos. Además, existía otro circo romano de Sagunto, a 25 km de distancia, lo que sugería que Valentia no era una ciudad lo suficientemente grande como para albergar este tipo de edificios. De hecho, la presencia de este tipo de edificios demuestra la importancia de la ciudad en el momento de su fundación. Los circos conocidos hasta la fecha en Hispania son los de Tarragona, Córdoba, Mérida, Cáparra, Miróbriga, Toledo, Sagunto, Segóbriga y Calahorra. Hispania es un territorio de juegos, pero pocos circos han perdurado.

## Descripción

### Dimensiones y capacidad

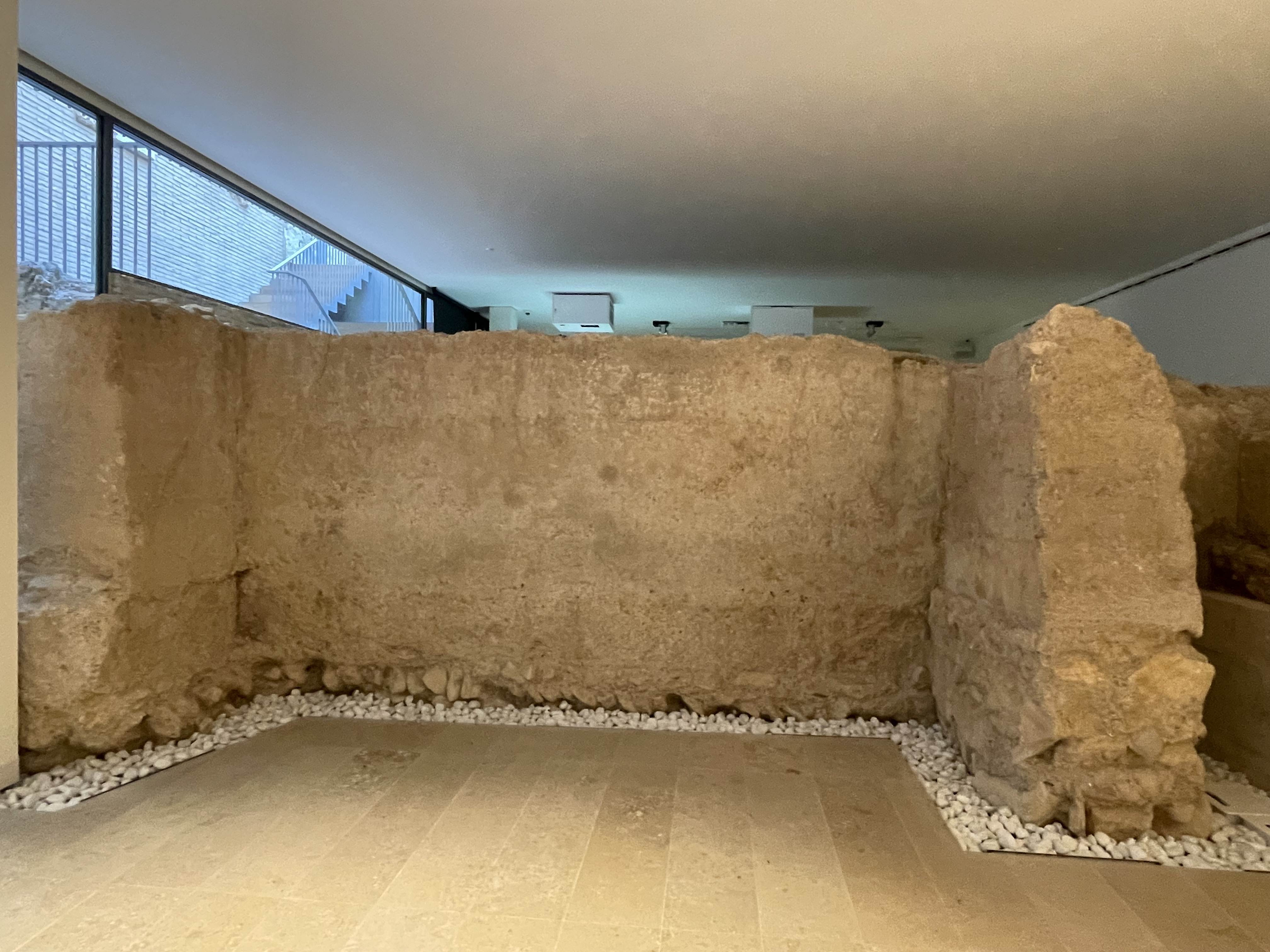
Fragmento del muro occidental con dos contrafuertes

Según las excavaciones arqueológicas, el circo valenciano tiene unos 350 metros de largo por 70 de ancho y una superficie de más de 24 000 m². El circo podía albergar hasta 10 000 personas.

### Arquitectura
Todos los circos romanos de la parte occidental del Imperio romano seguían el mismo modelo: se construían en forma de hemiciclo al final de las carceres.
El circo se compone de:
- Las carceres: lugares donde se colocaban las cuadrigas para la salida.
- La pista de arena
- La spina o barrera central, la zona más monumental, donde se emplazaban los templos, obeliscos y estatuas.
- Las tribunas, que ocupaban ambos lados de la pista con el pulvinar en el centro.
- El tribunal ludicum para albergar a los jueces/árbitros

El recinto está delimitado por un muro de entre 4,80 m y 5,20 m de grosor, construido en opus caementicium. La altura exterior de los muros sería de 2,70 metros, descendiendo a 1,80 metros para formar las tribunas. Teniendo en cuenta el emplazamiento del circo en el extremo oriental de la ciudad, se deduce que la muralla islámica del siglo XI es una prolongación de los muros del circo.

## Las excavaciones arqueológicas
Tras una serie de prospecciones arqueológicas realizadas a lo largo de casi 8 años, se ha localizado el circo romano de Valencia. Se cree que se extendía desde la actual calle Barón de Petrés, detrás del actual edificio de Comisiones Obreras en la plaza de Nápoles y Sicilia, hasta la calle San Juan de Ribera, donde se encuentra la curva de su cabecera. Tendría unos 350 m de largo y 70 m de ancho. Una dedicatoria a Hércules fue encontrado, divinidad asociada a los circos. Esta inscripción podría encontrarse en la barrera central de la spina como soporte de una estatua de esta divinidad. La zona ocupada por el Circo es, junto con el foro, el lugar donde podemos ver la mayor concentración de inscripciones romanas, con un total de once. La mayoría de ellas son funerarias y sugieren la existencia de una necrópolis en esta zona en los siglos I y II, lo que los arqueólogos consideran plausible dado que los dos sitios se encuentran a las afueras el uno del otro.

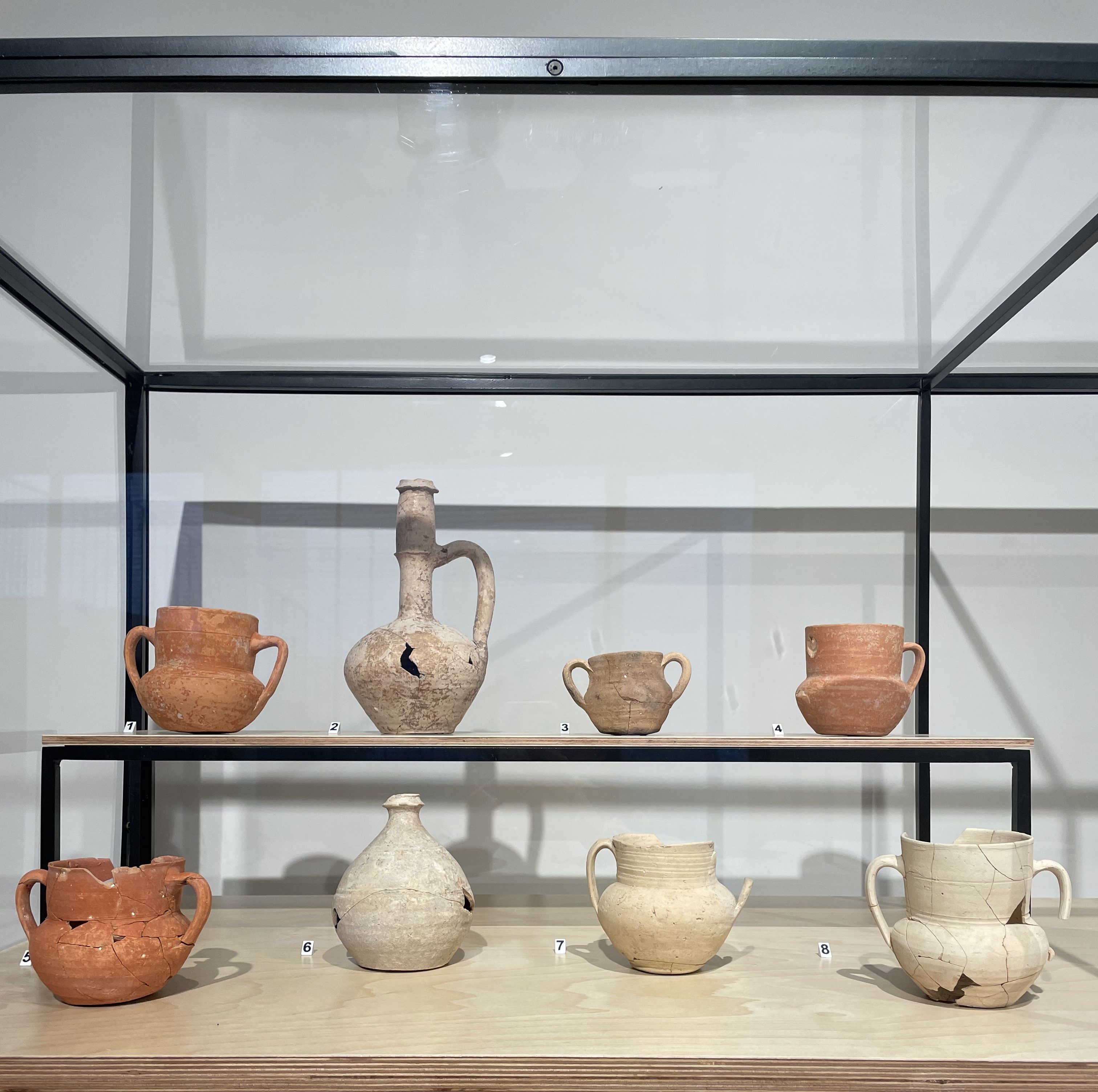
Cerámica descubierta alrededor del circo romano durante las excavaciones.

Durante las excavaciones se encontraron pequeños objetos de la vida cotidiana de los habitantes de la época, como jarras, cuencos, brazaletes y perlas de collares. El estudio de los contextos cerámicos de las excavaciones de la plaza de Nápoles y Sicilia reveló que los principales tipos de cerámica encontrados eran vajillas africanas, focenses y chipriotas. Las ánforas, la cerámica común y la cerámica de cocina son cerámicas torneadas a mano de diversos orígenes. Los arqueólogos también descubrieron medallones de metal con los que se decoraban los caballos que participaban en las carreras de cuadrigas. El descubrimiento de estos objetos y las excavaciones estratigráficas revelaron la existencia de tres fases de ocupación en el barrio establecido en el circo romano, y la posibilidad de fecharlas:
1. Había una serie de excavaciones y fosos de saqueo utilizados para recuperar materiales para la construcción de muros, hogares y silos. La decoración de los objetos de uso cotidiano sugiere que la primera fase de ocupación correspondió a viviendas del siglo VI.
2. Durante la segunda fase de ocupación se realizaron una serie de modificaciones en las estructuras arquitectónicas anteriores. En el relleno se descubrió cerámica de cocina del sureste de Hispania, como cazuelas con las características pizarras rojas y grises. La cerámica de cocina de origen regional con bordes torneados sin asas es muy característica de la región valenciana en el periodo visigodo de finales del siglo VI y VII.
3. La tercera y última fase de ocupación se remonta a mediados del siglo VII, con la llegada de cazuelas y jarras de borde pinzado. Se encontró una fíbula de tipo tardío. Se cree que es del tipo "Silberbach Fibeln", o fíbulas en losas ensambladas de principios del siglo VII.

### Cronología de las excavaciones

#### 1987. Calle Barón de Petrés y Plaza de Nápoles y Sicilia (edificio de Comisiones Obreras)
Las excavaciones revelaron un muro de 70 cm de espesor, hecho enteramente de opus caementicium. Al sur de este muro hay dos pilares, separados 7,40 m y no alineados, que descansan sobre una base de piedra de 61 cm de altura.
Coincidiría con la zona de los carceres. El muro sería el muro de cierre norte del Circo y las dos bases serían algunos de los soportes que delimitaban las zonas de salida de los carros.

#### 1988. Calle del Palau y Plaza de Nápoles y Sicilia
Se localizaron dos muros paralelos de opus caementicium de unos sesenta centímetros de anchura en dirección norte-sur. Medirían 8 m de longitud y se prolongarían hacia el norte y el sur. El muro exterior oeste se conservaba a una altura de 1,80 m y el interior a 1,50 m. Este descubrimiento se ha datado en la primera mitad del siglo II d. C. gracias a los objetos de cerámica hallados durante la excavación arqueológica.

#### 1990-1992. Calle de las Comedias
En la calle de las Comedias se descubrieron dos muros paralelos de opus caementicium de 8,50 m de largo y 60 cm de ancho. Estaban compuestos por seis estratos de piedra alternados con estratos de tierra compactada. Los fundamentos, de 1,20 m de altura, eran de piedras y estaban ligados con tierra. El muro exterior oriental tenía 270 m de altura y más de 1 m de anchura en la base, estrechándose hasta 74 cm en la parte superior. La muralla oeste era más baja, con 1,80 m de altura y 60 cm de anchura. La muralla islámica del siglo XI estaba adosada al lado este. Fue la sección del muro de la tribuna que sirvió de referencia para determinar la forma del circo y establecer su fecha, gracias a las cerámicas recuperadas del interior del muro.

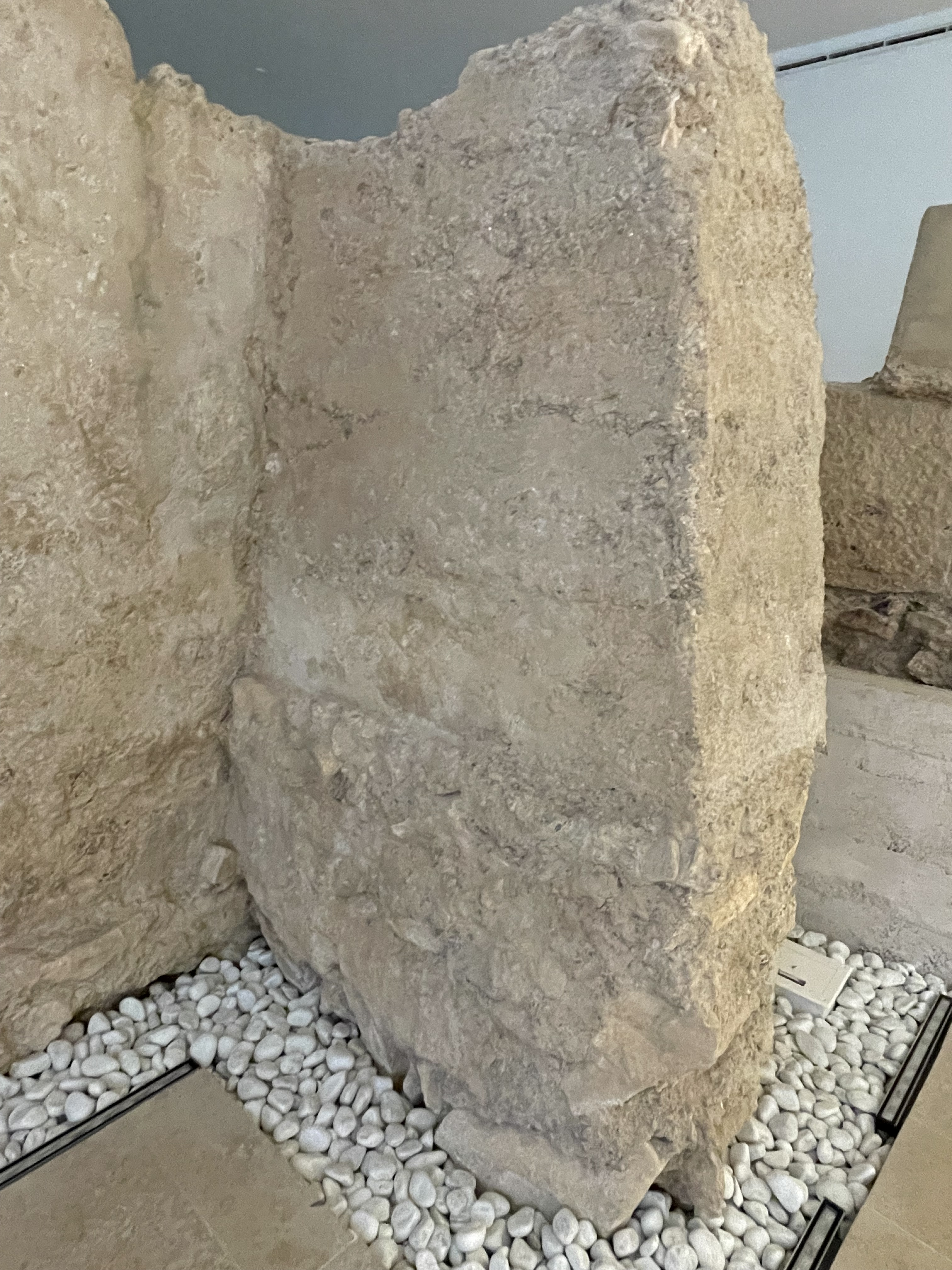
Es un contrafuerte exterior del circo romano.

#### 1993. Calle Trinquet de Cavallers (palacio de los Condes de Almansa) y Calle Milagro
Durante las prospecciones se descubrió un tramo muy destruido de la parte oriental del muro. La parte interior del muro, de 2 m de longitud, está mejor conservada que la exterior. Descansa sobre una fundación de 4 bases de piedra de tamaño medio, unidas con tierra. La parte superior del muro es de opus caementicium, de 1,80 m de alto y 60 cm de ancho. En la fachada oeste aún son visibles las marcas de los tablones de madera utilizados para formar el muro. El muro oriental estaba justo debajo de la muralla del periodo islámico del siglo XII.
En la calle Milagro se encontraron 2 muros paralelos que corrían de norte a sur. Tenían una anchura de 60 cm y una separación de 3,60 m. Formaban un muro total de 480 m de ancho y 8,20 m de largo. El muro se mantenía a una altura de 1,45 m. Entre los dos muros había restos de un relleno homogéneo con una sucesión de tierra batida alternada con piedras de tamaño medio. El exterior del muro está revestido de un revestimiento marrón amarillento.
En el exterior del muro se aprecian indicios de un posible acceso al edificio. Se encontraron dos peldaños de una escalera de tierra, adosados a una especie de contrafuerte perpendicular al muro. Este sistema de entrada desde el exterior, sin pasar por la arena, se considera arcaico, ya que está vinculado a la fase del Circo Máximo, anterior a Trajano. También se encuentra en otros circos, como los de Mérida y Toledo, lo que sugiere que este tipo de entrada era más común en Hispania.

#### 1994-1995. Plaza de Nápoles y de Sicilia y Calle de la Paz

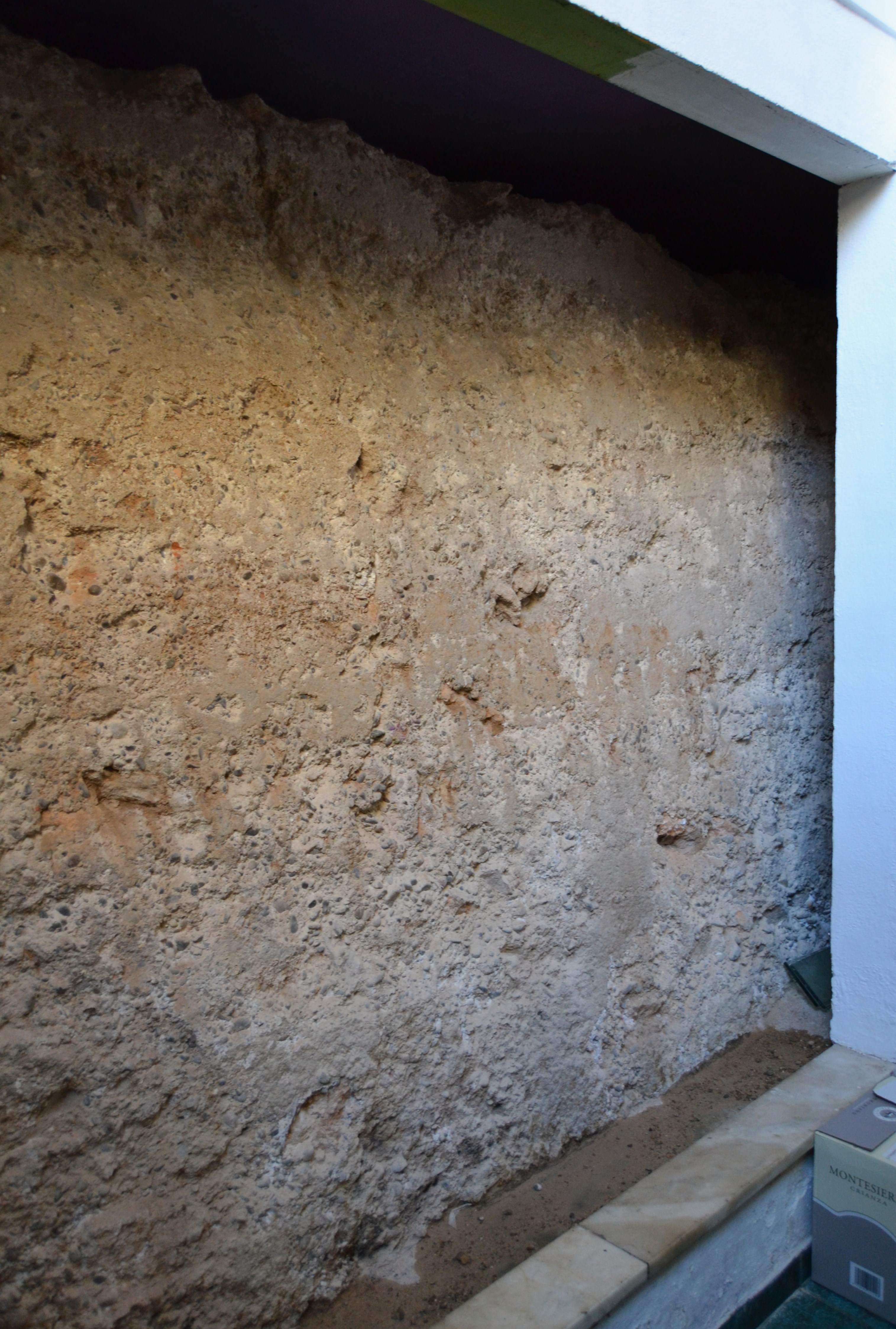
Restos de la spina del circo romano de Valentia.

Se ha encontrado una continuación de 70 cm al norte del muro descubierto en la calle Palau en 1988. Otro trozo perpendicular a este muro, de 45 cm de ancho, fue identificado al oeste. Estos tramos de muralla son también de opus caementicium.
En 1995 se excavaron unos 185 metros cuadrados bajo el edificio de la Conselleria de Hisenda, correspondientes a la zona de la Arena. Se encontró la base donde se esparció la arena.

En la calle de la Paz se localizó un tramo curvo de 7 m de longitud entre dos muros curvos paralelos. Todos los elementos constructivos eran de mortero de cal, arena, grava y piedra. El muro interior conserva 1,86 m de altura, mientras que el muro exterior no supera 1 m, al haber sido destruido por una construcción islámica. Los dos muros estaban en contacto con otro muro perpendicular, de 61,5 cm de ancho y 3,65 m de largo. Se descubrieron tres contrafuertes en el exterior de los muros. La cerámica de los muros data su construcción en la primera mitad del II.

#### 1996-1997. San Juan del Hospital
En 1996-97, comenzaron las excavaciones en el patio sur de San Juan del Hospital, en el antiguo patio de la cofradía de Santa Bárbara, en el mausoleo de la emperatriz Constanza de Grecia.
Los arqueólogos descubrieron una cripta muy grande con un muro de arena, cal, grava y piedra, de unos 62 cm de ancho y 95 cm de alto. Podía extenderse a lo largo de 410 m, continuando hacia el norte y el sur. La otra pared de la spina, paralela a la primera, se extendía bajo el muro este de la cripta, sirviendo de soporte. El muro occidental había sido enlucido hasta la base, mientras que el muro oriental no había sido realzado ni tratado en modo alguno.
Se encontraron fragmentos de las tribunas en el patio norte de la iglesia y en el piso superior del patio norte. Antes de entrar en el templo, la cabeza de la espina es el único hallazgo de la barrera central.
Las prospecciones del terreno realizadas con un georradar de la Universidad Politécnica de Valencia revelaron los escalones del circo y una estructura de drenaje a 17 metros de profundidad.

#### 2001. Calle Trinquet de Cavallers (sede de la antigua Cofradía de Nostra Senyora de la Seu)
Se ha identificado un tramo corto y muy deteriorado del muro exterior oriental. También se ha encontrado parte de la muralla islámica adosada al muro.

#### Época Actual
En la actualidad, puede verse un tramo del muro interior de la tribuna en un restaurante situado entre las calles del Mar y Comedias. Una parte del muro de la Spina puede verse en la cripta de Santa Bárbara. En el bar de un hotel de la calle Almirall se exponen grandes piedras cónicas que corresponden a los extremos superiores de las columnas de los extremos de la spina. Estas piedras se encontraron juntas en unos cimientos del palacio del marqués de Caro.